# Фишгойт, Михаил Григорьевич
Михаил Григорьевич Фишгойт (англ. Mikhail Fishgojt; род. 9 мая 1925 или 1925, Евпатория, Крымская АССР) — советский и американский художник, кинопродюсер, сценарист и кинорежиссёр

.

## Биография
Родился в Евпатории в семье врача-венеролога. Семья имела широкий круг знакомств среди интеллигенции. В детстве несколько лет с матерью провёл в Париже, выучил французский язык. Бывал в Москве в домах профессора П. Ф. Тимофеева, поэта С. Я. Маршака, дружил с их детьми.
Участник Великой Отечественной войны. В начале войны был мобилизован для рытья окопов, потом, прибавив себе два года, призван в армию. Войну начал в 51-й армии на обороне Перекопа. После развала обороны отступал пешком к Севастополю, был отрезан и пробрался в Евпаторию. Его мать уже находилась в еврейском гетто, впоследствии уничтоженном. Путём подлога им удалось в Симферополе получить документы о караимском происхождении, что спасало от уничтожения. В 1943 перебрались через Перекоп. После перехода линии фронта прошёл фильтрацию и вторично мобилизован.
Служил в разведке. Участвовал в освобождении Прибалтики и Польши, в боях за Берлин и взятии Рейхстага. Награждён орденами Славы III и II степени, медалями «За отвагу», «За освобождение Варшавы», «За взятие Берлина», «За победу над Германией в Великой Отечественной войне 1941–1945 гг.».
После войны был арестован СМЕРШ в Берлине, осуждён на 10 лет, затем реабилитирован.
Поступал и окончил школу-студию МХАТ. Работал художником-постановщиком на киностудии им. Горького. В конце 1980-х годов эмигрировал в США.
В 2014 году опубликовал мемуары «Времена жизни».

## Фильмография
- 1964 — Верьте мне люди — художник
- 1965 — Рано утром
- 1967 — Пароль не нужен
- 1969 — Красная палатка
- 1971 — Офицеры
- 1973 — Юнга Северного флота
- 1975 — Шторм на суше
- 1976 — Несовершеннолетние
- 1977 — Усатый нянь
- 1978 — Баламут — художник
- 1992 — Моя семейная реликвия — сопродюсер, художник-постановщик
- 1993 — The Nick Of Time,  Наш пострел везде поспел (рабочее название Аукцион) — сопродюсер, автор сценария, художник-постановщик